# Alan Aldridge
Alan Aldridge (1 de junho de 1943 – 17 de fevereiro de 2017) foi um artista britânico, ilustrador e desenhista gráfico.
Nascido no leste de Londres, residiu em Los Angeles. Aldridge é pai de oito filhos entre os quais estão o fotógrafo de moda Miles Aldridge e os modelos Saffron Aldridge, Lily Aldridge, e Ruby Aldridge.

## Carreira
A carreira de Aldridge começou em 1965, quando passou a atender o diretor de arte da Penguin Books, e começou a produzir ilustrações para capas de livros. Nos próximos dois anos, assumiu como diretor de arte, introduzindo seu estilo que ressoou como o estilo da época. Em 1968 criou sua própria empresa de design, INK, que se envolveu muito com criação de imagens gráficas para os Beatles e a Apple Corps.
Durante as décadas de 1960 e de 1970, ele foi responsável por um grande número de capas de álbum, e ajudou a criar o estilo gráfico da época. Criou uma série de livros de ficção científica para a Penguin Books. Causou grande sucesso com suas ilustrações para o Bealtes Illustrated Song Lyrics, um livro com ilustrações para algumas músicas dos Beatles. Também ilustrou o "The Penguin Book of Comics", uma história de americana e britânica. Seu trabalho foi caracterizado por um desenho animado, estilo cartoon e suave aerografia - muito em sintonia com o estilo psicodélico da época. No cinema, em fevereiro de 1969, ele desenhou os gráficos para o controverso filme de Jane Arden, "Vagina Rex and the Gas Oven", no London Arts Laboratory, Drury Lane.
Ele é mais conhecido, porém, pela fotografia do livro The Butterfly and the Grasshopper Feast (1973), uma série de ilustrações de insetos antropomórficos e outras criaturas, que ele criou em colaboração com William Plomer, que escreveu os versos que o acompanham, baseados no poema de William Roscoes de mesmo nome, mas Aldridge se inspirou quando leu que John Tenniel disse a Lewis Carroll que era impossível desenhar uma vespa com uma peruca.
Aldridge também criou a arte da capa de Captain Fantastic and the Brown Dirt Cowboy, de Elton John em 1975.
Morreu em 17 de fevereiro de 2017, aos 73 anos.

## Títulos e prêmios
- A retrospectiva Alan Aldridge - the Man with the Kaleidoscope Eyes, em destaque no Design Museum em Londres, de 10 de outuvro de 2008 a 25 de janeiro de 2009 foi analisada como "A viagem de uma vida[4]
- "Aldridge foi o 'Guv'nor'....... ninguém consegue igualar sua influência na ilustração no século XX…" Sir John Betjeman - Times Literary Review, 1975.
- Apelidado de O homem de olhos caleidoscópicos, após a música Lucy in the sky with diamond dos Beatles.